# شهرستان پتیس (میزوری)
شهرستان پتیس، میزوری (به انگلیسی: Pettis County, Missouri) یک سکونتگاه مسکونی در ایالات متحده آمریکا است که در میزوری واقع شده‌است.